# Eudemonologia
Eudemonología és un terme encunyat per Schopenhauer -Parerga i Paralipomena, 1851 - per designar l'estudi o teoria de la vida feliç per a l'home en la mesura de les seves possibilitats. D'altra banda, i ja en un sentit més ampli, es pot dir que les consideracions eudemonològiques són tan antigues com la filosofia mateixa. Tant és així que, per exemple, Plató posa en boca de Sòcrates la idea que "una vida no examinada no és digna de ser viscuda" (Apologia, 38a7). L'ètica d'Aristòtil, per la seva banda, considera que la finalitat última de l'home és assolir la felicitat (εὐδαιμονία) mitjançant l'exercici d'una vida contemplativa (βίος θεωρητικός). També les ètiques del període hel·lenístic reserven un lloc destacat per les especulacions eudemonològiques (Epicureisme, Estoïcisme…).